# Vals-les-Bains
Vals-les-Bains é uma comuna francesa na região administrativa de Auvérnia-Ródano-Alpes, no departamento de Ardèche. Estende-se por uma área de  19,2 km², com habitantes, segundo os censos de 1999, com uma densidade de 184,17 hab/km².